# بيلي بوسطن
بيلي بوسطن (بالإنجليزية: Billy Boston)‏ هو لاعب دوري الرغبي بريطاني، ولد في 6 أغسطس 1934 في كارديف في المملكة المتحدة.